# Art lao

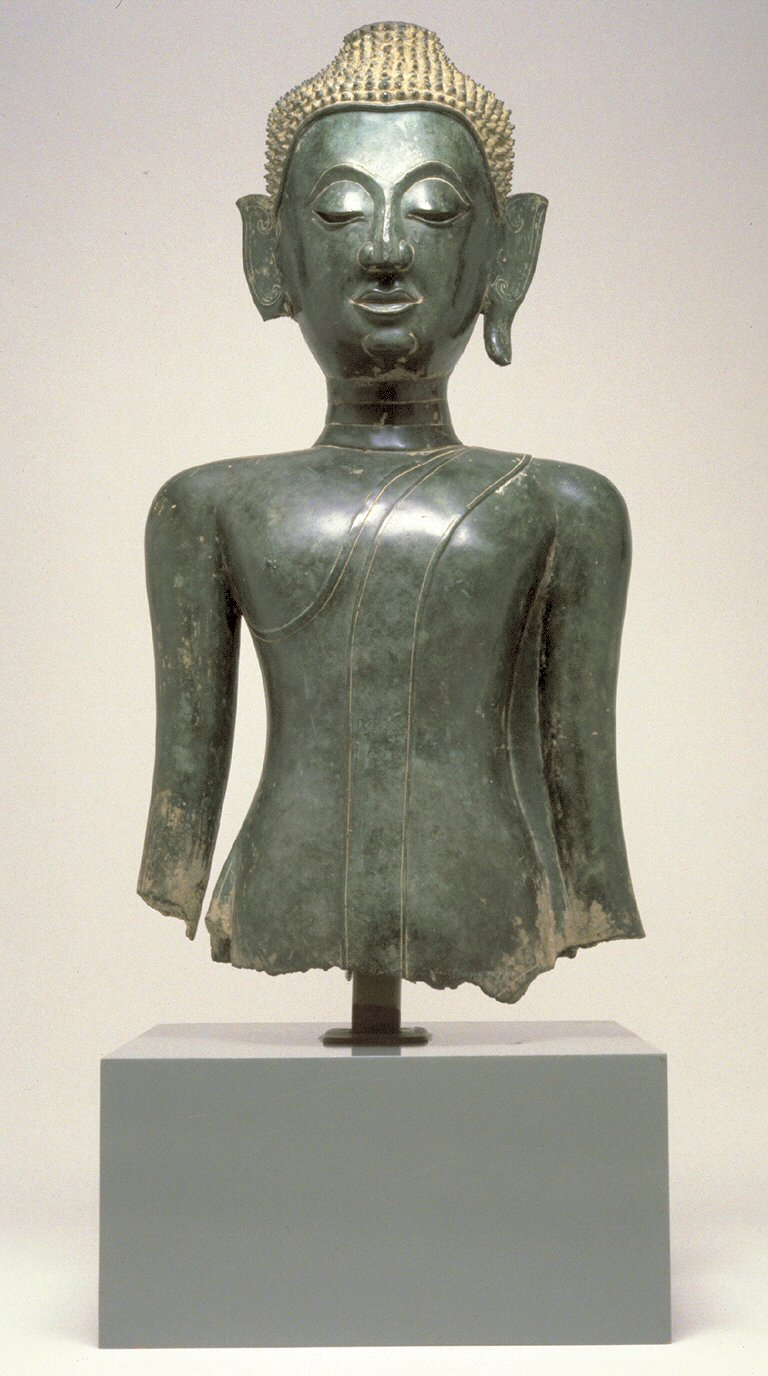
Statue du Bouddha, probablement du Laos, datant du dix-septième siècle

L'art lao désigne l'ensemble des productions artistiques du Laos. En dépit des influences d'autres pays asiatiques (Cambodge, Thaïlande, Vietnam), il existe un art lao singulier. Apparu au quatorzième siècle, il est essentiellement religieux (bouddhiste et hindouiste). Ainsi, ces religions inspirent les artistes dans plusieurs domaines, de l'architecture aux spectacles de danse, et l'épopée indienne du Ramayana, qui marque le calendrier, constitue l'une des sources. Il existe aussi un art traditionnel rural, qui se rapproche de l'artisanat, ainsi qu'une musique de tradition orale, une musique de Cour, et de la littérature, notamment religieuse.  

## Histoire et influences
Entre le onzième et le quatorzième siècle, un art khmer religieux, bien que n'appartenant pas à l'art lao, est reconnu des Laotiens. Le temple Vat Phu, dans la région de Champassak, en représente un exemple. C'est au quatorzième siècle que l'art lao devient une catégorie d'art spécifique. Le roi lao Fa Ngum se vit offrir par son beau-père, le roi khmer, le Phra Bang, image sacrée de Bouddha : le Laos suit le bouddhisme theravada. L'art lao, en dépit d'influences khmères, thaïlandaise et de quelques influences vietnamiennes, est singulier. L'époque contemporaine est marquée par les influences khmères au Sud, et birmanes et thaïlandaises au Nord. Certains motifs sont communs à plusieurs pays, comme le serpent, esprit bienveillant de l'eau et protecteur du roi. L'art contemporain reflète la situation du Laos, pays majoritairement rural et peu développé.

## Arts traditionnels

### Architecture religieuse
Les vat, monastères, contiennent plusieurs œuvres d'art. Les œuvres architecturales sont nommées « pagodes », ce qui est imprécis. Il s'agit souvent d'une salle rectangulaire, ouverte à l'Est par un porche. Un second porche peut la prolonger à l'Ouest. La salle se compose, à l'intérieur, de trois ou cinq nefs, l'autel bouddhique est couvert de statues du Bouddha, fresques et mobilier esthétique figurent dans les bâtiments. Les temples du nord du Laos ressemblent à ceux de Lan Na, au nord de la Thaïlande. Les temples du nord sont petits et ont de grands toits, beaucoup ont disparu. Luang Prabang compte des chapelles et des that, différents des stupas indiens et variés, la forme étant typiquement un « bulbe en carafe ». Le  Vat Xieng Thong est le plus grand de ces bâtiments à Luang Prabang. Les temples du Sud sont plus élevés et entourés d'une galerie de colonnes , . 

### Musique

#### Musique rurale
La musique rurale est de tradition orale. Le khene est un orgue à bouche en bois et en bambou, joué par les communautés rurales. Ces dernières ont pour autres instruments flûtes, luths à cordes pincées et à archet et percussions (tambours et cymbales). Les termes khap ou lam désignent de la musique vocale, souvent chantée dans le cadre de compétitions entre hommes et femmes.

#### Musique classique de Cour
La musique classique de Cour, semblable à celles des Cours thaïlandaise et cambodgienne, prospère jusqu'en 1975. Les instruments employés diffèrent des instruments de musique ruraux : l'ensemble classique comporte des gong (khong vong), des xylophones (lanat) et un instrument à vent à quatre anches (pi kaeo). En 1975, cependant, ce type de musique est considéré comme incompatible avec les idéaux communistes. Les interprètes, en diaspora, continuent de jouer aux États-Unis. D'autres se retirent dans les campagnes laotiennes. La fin du vingtième siècle représente une renaissance pour cette musique. Des concerts ont lieu au palais royal de Louangphrabang.

### Danse dramatique et théâtre
Les danses dramatiques sont principalement des danses de Cour, le plus souvent adaptées du Phra Lak Phra Ram (comme la danse Khon), du Jakata ou du Sadok. La tradition théâtrale compte aussi un théâtre de marionnettes. Parmi les danses dramatiques populaires, il existe le Lam Lao, ou Morlam (terme désignant le chanteur), exécuté par des troupes itinérantes. 

### Littérature
La littérature du Laos est surtout religieuse et de source bouddhiste. Un courant littéraire laïc est fondé sur les poèmes épiques hindous : le Sin Xay, épopée rédigée entre les seizième et dix-septième siècles, en constitue un exemple. Les poèmes et chants populaires sont souvent satiriques.

### Arts visuels
La fonction des décors des temples est à la fois esthétique et religieuse : ils remplissent un rôle protecteur. Des figures gardiennes proviennent de vantaux sculptés, des nâgas figurent sur les toits et des divinités sur les frontons, des décors végétaux sont également présents.  

#### Place du Bouddha dans l'art visuel
Sur les autels figurent uniquement des représentations de Bouddha, dont les plus anciennes sont de tradition khmère. Bouddha est représenté vêtu d'un costume monastique qui peut lui couvrir l'épaule, portant une flamme ou une pointe au sommet de la tête. Son oreille est stylisée, ses yeux, souvent incrustés de nacre ou d'argent. Beaucoup de statues sont stylisées, certaines, idéalisées. L'art lao représente parfois la sensibilité : par exemple, un bronze de la collection du Palais Royal de Luang Prabang montre le Bouddha consolant un de ses disciples en pleurs. 

### Artisanat
Il existe, dans les campagnes, une tradition de tissage, de vannerie, de sculpture sur bois et sur ivoire, d'orfèvrerie et de dorure.

## Art contemporain
Une école des Beaux-Arts est fondée en 1940, l'école actuelle, en 1959. Ban Naxay, Marc Leguay et Mick Saylom sont des artistes contemporains 
.